# دریانکووتس
دریانکووتس (به بلغاری: Dryankovets) یک منطقهٔ مسکونی در بلغارستان است که در آیتوس واقع شده‌است.